# 葉桜が来た夏
『葉桜が来た夏』（はざくらがきたなつ）は、夏海公司による日本のライトノベル。イラストは森井しづきが担当。電撃文庫（アスキー・メディアワークス）より2008年4月から2009年10月まで刊行された。第14回電撃小説大賞選考委員奨励賞受賞作。

## ストーリー
200X年4月18日に突如宇宙から飛来してきた移民船にて飛来してきたアポストリ。その出会いは戦いとなってしまったが、停戦合意から19年が経過し人類とアポストリとの関係は共存の道を模索し続けていた。そんな中、アポストリに対する人類側の大使である南方恵吾の息子、学はアポストリを嫌い母と妹の仇である<片腕>のアポストリを探していた。そんな学にアポストリの少女、葉桜との共棲を言い渡される。

## 登場人物
南方 学（みなみかた まなぶ）
城南高校2年生。父親の恵吾は駐彦根居留区の特命全権大使であるが、10歳の時に母と妹をアポストリに殺害されたためアポストリのことを酷く嫌っている。また、人とアポストリとの友好問題に発展することを恐れた政府はこの事件を隠蔽したことから、鬱屈した感情を持っており、犯人の片腕のアポストリを追い求め家族の仇をとることを考えている。その目的のためかケンカは強い。通例においては高校の3年からアポストリとの共棲が始まるが、半年早いながらも父親からの命令により葉桜との共棲をすることとなる。
葉桜（はざくら）
茉莉花評議長の姪で、評議員候補。金髪ロングヘアーをしており、目を見張るほどの美人。<夏>エスターテに属する。16歳。学の共棲体となり、南方家に住むこととなる。母親とその共棲体となった男性は居留区外に出た際に暗殺されている。母親とその共棲体となった男性との睦まじい関係に憧憬を抱いており、学に対しては、共棲に伴う義務であっても、その履行の強要を忌避して、発作を起こしそうになったこともある。
星野 友深（ほしのともみ）
恵吾と鶺鴒の子。学にとっては異母妹にあたる。本名は星祭（ほしまつり）。アポストリであることを隠して人類社会で暮らしている。一度正体がばれそうになった後、月原に名字を変える。自衛隊防衛研究所勤務。
岡町 灯日（おかまち とうか）
学のクラスメイト、無口で小柄な少女。。
茉莉花（まつりか）
アポストリの最高決定機関である評議会の議長を務める。<夏>エスターテに属する。四・一八事件による戦災孤児だったが、鶺鴒の養子になる。
鶺鴒（せきれい）
評議会の先代の議長。故人。茉莉花の養母であり、星祭の実母。<秋>アウトウンノに属するが、軍事色の濃い<秋>の平時における重要性に疑問を持ち、自らの後継に、養子である茉莉花を指名する一方で、実子である星祭を政に関わらせる事を拒否したことから、一族の不興をかっていた。
南方 恵吾（みなみかた けいご）
南方学の父親。駐彦根居留区の特命全権大使。鶺鴒と共に人類最初の共棲者となり、アポストリとの停戦合意に大きく貢献した。
相川（あいかわ）
学の父、南方恵吾の上司。外務省事務次官。後に<水車小屋>の圧力で外務省を追われ、星祭の後見人となる。
千紗（ちさ）
南方家のハウスキーパー。ふっくらとした体格をしている。
春木（はるき）
日本合同通信の政治部記者で居留区を担当している。学が母と妹を暗殺したアポストリの情報を得るために、父親の行動日程を教え便宜を図る。そのため、葉桜にテロリストと勘違いされた。
白夜（びゃくや）
葉桜の母親の名前。
202X年12月に学と葉桜が多景島で出会った少女が名乗った名前。
水無瀬 王寺（みなせ おうじ）
多景島へ向かう船上で学が出会った男。人懐っこいが、その言動はうさんくさい。

## 用語
アポストリ
200X年4月18日に、突如、十字架と形容される宇宙船で飛来した地球外生命体の総称。人類をはるかに超える科学力を有し、また通常の人類を大きく上回る身体能力と自己治癒能力を有するが、人類に比べて短命。赤色の瞳を持ち、女性体しか存在せず、十代半ばで外見の成長は止まる。
他の生物の遺伝子情報を、血液を媒介にして取り組むことで生殖をするため、生理現象として定期的に血を欲する。種の保存本能に起因するため、あまり長期間吸血行為を行わないと「発作」とよばれる生理現象を引き起こし、何をしでかすかわからない状態に陥る。その首筋からの吸血行為は、お伽噺の吸血鬼そのものであるため、アポストリが忌避される理由ともなっている。
銀に触れると身体能力と自己治癒能力が大幅に低下してしまう。
春（プリマヴェーラ）夏（エスターテ）秋（アウトウンノ）冬（インヴェルノ）の４氏族からなる。特に秋（アウトウンノ）は軍事色が強く、宇宙を放浪している間一族を主導してきた事に由来する自尊心の大きさから、鶺鴒からは、傲慢にして偏狭と指摘されている。
十字架（じゅうじか）
アポストリが使用した移民船、着陸時の無理な制動のために故障して今は飛行は不可能となっている。砲撃設備を備えている。
四・一八事件（よんいちはちじけん）
十字架への米軍による核兵器使用から始まったアポストリとの戦い。200万の人類と3万のアポストリが死亡し、日本における軍事施設の多くが壊滅した。銀の使用により人側側有利に戦況が転じ、草津市にて停戦協定が結ばれて終結した。
協定（きょうてい）
草津協定のこと。居留区の設置によるアポストリの行動範囲の限定や共棲体の定義など、ヒトとアポストリ同士の取り決め。
彦根居留区（ひこねきょりゅうく）
十字架が琵琶湖の彦根近辺に着陸したため、旧彦根市周辺をアポストリの居住地域として限定する代わりに、同区はアポストリによる統治地域となっている。銀の持ち込みは禁止されている。
共棲（きょうせい）
アポストリの生理現象（吸血）を合法化した制度。共棲体となったヒトとアポストリ同士では、アポストリは共棲体に及ぶ危機を取り除く義務がある。一方、ヒトは、共棲体に対して吸血行為を容認する。共棲体としての義務的な関係である場合もあれば、夫婦や恋人に似た関係を築く場合もある。
梟の会（ふくろうのかい）
反アポストリ活動を行う市民団体。四・一八事件の遺族を含めアポストリに対する反発は根強い。一方で、アポストリによって提供されるオーバーテクノロジーを日本が独占している現状に対する反感から、国外勢力も深く関与している。
草津協定（くさつきょうてい）
四・一八事件の終戦協定
<十字架>の大型艦載砲
草津協定で凍結対象となった三つの兵器の一つ。
インセット
草津協定で凍結対象となった三つの兵器の一つ。微細なナノマシンの集合体で、機械の内部に侵入して操作系統を把握、コントロールする。四・一八事件においてはこれにより人類側の有する多くの兵器がそのままアポストリの戦力に使われ、大きな被害を出した。
ラパーチェ
草津協定で凍結対象となった三つの兵器の一つ。拠点防衛・要人警護用に作られた自立型の戦術兵器である。基本技術はインセットと同じであり、無数のナノマシンの集合体である。護衛対象に擬態し、姿形、口調まで完全に模倣する。その模倣は遺伝子のレベルまで行われる。

## 既刊一覧
- 夏海公司（著）・森井しづき（イラスト）、アスキー・メディアワークス〈電撃文庫〉、全5巻
  - 『葉桜が来た夏』、2008年4月10日初版発行（同日発売[2]）、ISBN 978-4-04-867021-0
  - 『葉桜が来た夏2 星祭のロンド』、2008年9月10日初版発行（同日発売[3]）、ISBN 978-4-04-867221-4
  - 『葉桜が来た夏3 白夜のオーバード』、2009年2月10日初版発行（同日発売[4]）、ISBN 978-4-04-867528-4
  - 『葉桜が来た夏4 ノクターン』、2009年5月10日初版発行（同日発売[5]）、ISBN 978-4-04-867816-2
  - 『葉桜が来た夏5 オラトリオ』、2009年10月10日初版発行（同日発売[6]）、ISBN 978-4-04-868079-0